# Поліцейська академія 4: Квартальна охорона порядку
«Поліцейська академія 4: Квартальна охорона порядку» (англ. Police Academy 4: Citizens on Patrol) — американська кінокомедія 1987 року режисера Джима Дрейка.

## Сюжет
Комендант Поліцейської академії Ерік Лассард вирішив організувати групу сприяння поліції з числа цивільного населення міста під назвою «Квартальна охорона порядку» (скорочено — КОП), для того щоб підвищити довіру громадян до поліції. Колишні випускники, а нині поліцейські і інструктори академії Кері Магоні, Дебі Каллахан, Мозес Гайтавер, Юджин Теклберрі, Лаверна Гукс, Ларвелль Джонс, Чак Світчак і Зед вважають ідею Лассарда блискучою і намагаються з успіхом втілити її в життя. Однак ідейний супротивник Лассарда капітан Гарріс, який прагне зайняти місце ректора академії, вважає ідею Лассарда невдалою і щосили намагається перешкодити Лассарду і його помічникам.
Тим часом академія набирає добровольців для участі в КОП. Серед добровольців виявляються: здоровань Томмі Конкін, спритна бабуся місіс Фельдман, якій набридло сидіти в будинку для літніх людей, а також два підлітка — скейтбордиста Арні і Кайл, що потрапили в програму КОП замість в'язниці, куди б їх відправили за катання на скейтборді в громадських місцях.
Лассард відразу після формування групи КОП їде на міжнародну конференцію в Лондон, і Гарріса призначають виконувачем обов'язків ректора. Разом з лейтенантом Проктором, який дістався в спадок від капітана Маузера, він намагається дискредитувати групу КОП.
Незабаром починаються тренування. Під час одного з тренувань Зед рятує Кайла, що впав у басейн, чим завойовує симпатію однієї з учасниць групи — Лаури. Між ними спалахує роман, за який їх негайно вичитує Гарріс. У помсту Зед підсовує Гаррісу, що знаходиться в душі, замість дезодоранту балончик із слізогінним газом, через що Гарріс обпікає собі пахви. А коли він навчає використанню кисневої маски, Гукс підключає його маску до балона з гелієм, після чого Гарріс починає говорити писклявим голосом. Далі Магоні повідомляє Гаррісу і Проктору, де знаходиться найкращий в місті салатний бар, але коли ті приходять ув вказане місце, з'ясовується що це гей-бар «Блакитна устриця». Потім Проктор помічає, як інструктори академії грають у баскетбол, і обіцяє повідомити про це Гаррісу. Тоді Магоні, Гайтавер, Джонс і Зед, побачивши як Проктор зайшов до туалетної кабінки, за допомогою вантажопідйомного крана переміщують кабінку прямо на футбольний стадіон, після чого прибирають кабінку, залишивши тільки піддон, і Проктор у такому вигляді опиняється на очах у всього стадіону.
Одного разу Джонс чує, як Арні, Кайл і Томмі кажуть, що вже готові для серйозних завдань. Цієї ж ночі Магоні і Джонс будять трійцю і везуть із собою на завдання. Приїхавши в якийсь провулок, Магоні і Джонс йдуть затримувати злочинця, а Арні, Кайлу і Томмі наказують залишатися на місці. Сховавшись, Джонс відтворює звуки стрілянини, чим серйозно лякає їх. Потім Магоні і Джонс повертаються і приводять затриманого злочинця — чаклуна (який насправді переодягнений Гайтавер), який несе із собою свого вбитого брата (який насправді переодягнений Теклберрі). Магоні і Джонс повідомляють хлопцям, що чаклун і його мертвий брата поїде з ними в кузові. Під час поїздки чаклун починає чаклувати над тілом свого брата, чим вводить хлопців у ступор. Незабаром брат чаклуна оживає. Арні, Кайл і Томмі, злякавшись, виламують двері автомобіля і тікають.
Незабаром інструктори академії влаштовують вечірку для курсантів, але з'явився Гарріс і знову починає всіх лаяти. Тоді Магоні намазує гучномовець Гарріса суперклеєм, і в результаті Гарріс з прилиплим до рота гучномовцем потрапляє в лікарню.
Незабаром курсанти виходять у свій перший патруль по місту. Під час патруля місіс Фельдман помічає якийсь склад, з людьми. Думаючи, що це скупники краденого, старенька накриває цей склад. Але з'ясовується, що це була секретна поліцейська операція, яку місіс Фельдман зірвала. Тепер у Гарріса є привід згорнути програму КОП. У цей момент в академію повертається Лассард, який хоче ознайомити міжнародну делегацію зі своєю програмою. Під час ознайомлення Проктор оглядає камери, де сидять злочинці. Ув'язнені, скориставшись його наївністю, відбирають у нього його пістолет і тікають з в'язниці, попередньо замкнувши в камері делегацію поліцейських і супроводжуючих її Гарріса, Проктора і комісара Герста.
Місіс Фельдман помічає в'язнів-утікачів і повідомляє про це всім поліцейським, які вирушають ловити злочинців. Теклберрі і місіс Фельдман затримують бандитів, які намагаються пограбувати банк. Каллахан, Джонс і Томоко Ногата, який повернувся з Японії, затримують банду ніндзя, що сховалися на судні в порту. Тим часом Магоні разом із журналісткою Клер Меттсон, з якою у нього зав'язалися відносини, переслідує чотирьох бандитів, які викрали поліцейську машину і приїжджають на повітряне шоу. Там бандити, розділившись, викрадають біплан і повітряну кулю, на яких піднімаються в повітря. Магоні і Клер доводиться самим сісти в біплан і також злетіти. У цей час з'являються Гарріс і Проктор, які, осідлавши повітряну кулю, переслідують злочинців, і Теклберрі, Зед і Світчак, які, сівши в біплан, теж злітають. Під час переслідування Проктор, робє попереджувальний постріл у повітря і влучає у свою ж повітряну кулю, через що він і Гарріс падають у річку, звідки їх рятують підоспілі Томмі, Арні і Кайл. А в цей час в повітрі Теклберрі, щоб зловити злочинців, стрибає з біплана на їх повітряну кулю і заарештовує порушників. Світчак і Зед, залишившись одні, швидко втрачають управління над літаком і, хоча і з труднощами, але роблять стрибок з одним парашутом на двох. У цей час Магоні і Клер підлітають досить близько до біплана злочинців, після чого Магоні переступає на їх біплан і також затримує порушників. У результаті програма КОП реабілітована.

## У ролях
| Актор               | Роль                    |
| ------------------- | ----------------------- |
| Стів Гуттенберг     | сержант Кері Магоні     |
| Бубба Сміт          | сержант Мозес Гайтавер  |
| Майкл Вінслоу       | сержант Ларвелль Джонс  |
| Девід Граф          | сержант Юджин Теклберрі |
| Тім Казурінські     | Світчак                 |
| Шерон Стоун         | журналістка Клер Метсон |
| Леслі Істербрук     | летенант Деббі Каллахан |
| Маріон Ремсі        | сержант Лаверна Гукс    |
| Ленс Кінсі          | лейтенант Проктор       |
| Джордж Бейлі        | капітан Гарріс          |
| Боб Голдтвейт       | Зед                     |
| Джордж Гейнс        | комендант Лассард       |
| Дерек МакГрат       | Нік Баттерворт          |
| Скотт Томсон        | сержант Чед Копленд     |
| Біллі Берд          | місіс Фельдман          |
| Джордж Р. Робертсон | комісар Герст           |
| Браян Точі          | сержант Томоко Ногата   |
| Браян Бекер         | Арні                    |
| Девід Спейд         | Кайл                    |
| Таб Такер           | Томмі «Хата» Конкін     |
| Корінн Борер        | Лаура                   |
| Рендалл «Текс» Кобб | Зак                     |
| Майкл Макманус      | Тодд                    |